# Paraphalangodus synacanthus
Paraphalangodus synacanthus is een hooiwagen uit de familie Gonyleptidae.